# Мамедов, Мирза Мухтар
Мирза Мухтар Ага Мирза Али Аскер оглы Мамедов (азерб. Mirzə Muxtar Ağa Mirzə Əli Əsgər oğlu Məmmədov; 1841—1859, Шуша, Шушинский уезд, Елизаветпольская губерния, Российская империя — 16 января 1929, Баку, Азербайджанская ССР, СССР) — азербайджанский актёр, один из создателей театра в городе Шуша, ханенде, поэт, педагог, музыковед, член литературного общества «Меджлиси-фарамушан».

## Биография
Мирза Мухтар Мирза Алескер оглы родился в городе Шуша. Год его рождения в различных источниках указан как 1841, 1842, 1852 и 1859. Его отец, Мирза Али Аскер, был исполнителем на таре и кяманче и был удостоен звания придворного ханенде во дворце Мехдигулу-хана. Мирза Мухтар получил первое образование у своего отца и научился у него мугаму. Он учился сначала в медресе, а через два года в русско-татарской школе, овладев персидским и русским языками. Он был известен как автор лирических стихов и газелей на азербайджанском и персидском языках с подросткового возраста. Кроме того, он активно участвовал в мугамных собраниях Харрата Гулу, исполнял мугамы Сегях, Махур-Хинди, Гатар баятысы. Кроме того, он с ранних лет занимался преподавательской деятельностью в Шуше. Карабахская интеллигенция в знак уважения называла его «Мирза».
Поскольку Мирза Мухтар знал русский и армянский языки, он регулярно смотрел театральные постановки на русском и армянском, ставившиеся в «Зимнем клубе» в Шуше в 1860-х и 1870-х годах, и в этот период родилась идея подготовки пьесы. В 1870 году спектакль «Гаравелли», подготовленный по случаю праздника Новруз, был положительно встречен местным населением. В том же году комедия Мирзы Фатали Ахундова «Хаджи Кара» была поставлена во дворце Гаджи Гулулар собравшей интеллигенцию (в основном педагогов), но в силу определённых причин спектакль не увенчался успехом. Он снова подготовил эту комедию для сцены в 1874 году. В последующие годы была поставлена комедия «Хаджи Кара» с участием Мирзы Мухтара. Ещё в 1880 году он играл эту пьесу в казарме, расположенной в Шуше. Начальный этап деятельности Мирзы Мухтара Мамедова до 1883 года был связан с Шушой. В 1883 году Мирза Мухтар переехал в Гянджу и работал там учителем, затем отправился в Тифлис, чтобы учиться в частной гимназии и преподавал в азербайджанско-русской начальной школе. Здесь он продолжил выступать в группе самодеятельности и подготовил к исполнению небольшие фарсы Султан Меджида Ганизаде, Наджаф-бека Везирова, Абдуррахим-бека Хагвердиева. Участвовал в одноактном музыкальном спектакле «Меджнун на могиле Лейли», показанном в 1897 году.
В 1899 году Мирза Мухтар переехал в Баку и стал учителем в одной из здешних школ, где познакомился с любителями театра города. В частности, его связи с Зейналов, Джахангиром Зейналовым, Мухаммедом Альвенди и Абульфатом Вели сделали его известным в театральной среде Баку. В 1905 году Мирза Мухтар перестал преподавать и занялся театральной деятельностью. При этом он стал членом «Второго мусульманского драматического общества», культурно-просветительских обществ «Хамият», «Ниджат», «Сафа», «Группы оперных артистов» Гусейнкули Сарабского, «Дирекции братьев Зульфугар-бека и Узеира Гаджибеков», выступал в театральных труппах «Союза мусульманских артистов» Аббас-Мирзы Шарифзаде. Абдуррахим-бек Хагвердиев и Узеир Гаджибеков знали Мирзу Мухтара из Шуши как актёра, театрального организатора и певца. Поэтому в конце 1907 года Мирза Мухтар был одним из первых приглашённых для подготовки первой азербайджанской оперы «Лейли и Меджнун», которая репетировалась в доме просветителя Имрана Гасымова (Кенгерли) и в гостинице «Исламия». Он исполнил роль Абдула Кайса (отца Меджнуна) в первом исполнении оперы 12 (25) января 1908 года. В следующих оперных премьерах Узеира Гаджибекова он сыграл роль визиря в «Шах Аббас и Хуршид Бану» и шаха Исфахана в «Асли и Керем».
Из-за отсутствия актрис в преклонном возрасте Мирза Мухтар сыграл тётю Джахан в «Аршин мал алан» Узеира Гаджибекова, Хасангулу-бека и Гюльназ в «Мешади Ибад», Йетер в «Муже и жене», комедии Наджаф-бека Везирова «Хаджи Гамбар» Йетер , «Беда-Фахреддина», Паризад в трагедии «Хюрю», Гюльджамал в «Шамдан-бек» Наримана Нариманова, в «Вечернее терпение полезно» Султан Меджида Ганизаде. Затем в разножанровых пьесах Сафар-бека, Аракела и Саркиса («Хаджи Гара», Мирза Фатали Ахундов), Забита и Ширую («Демирчи Гава», Шамседдина Сами), Ибрагима («Газават», С. Ланской) , священника («Беглецы», Фридрих Шиллер), солдата-добровольца, Акбер-шаха Хинди («Родина» и «Чёрная беда», Намыка Кемаля), Кайсарова («Наполеоновская война или пожар Москвы», Бахметов), и многих других. Он сыграл большинство этих ролей в нескольких постановках. В 1913 году состоялся юбилейный вечер по случаю 40-летия сценической деятельности Мирзы Мухтара, с участием юбиляра были показаны сцены из опер «Рустам и Зохраб», «Лейли и Меджнун» Узеира Гаджибекова. В марте 1918 года во время массовых погромов, учинённых армянскими отрядами в Баку, дом Мирзы Мухтара был разрушен, а его имущество уничтожено. В номере газеты «Басират» от 17 ноября 1918 года была опубликована статья «Артист-попрошайка». Братья Гаджибековы, узнав о тяжёлых условиях жизни театрального деятеля, назначили ему ежемесячную пенсию в размере 500 манатов. В последние 10 лет жизни Мирзы Мухтара он занимался музыковедением и участвовал в заседаниях учёного совета под названием «мугамная комиссия», состоявшего из ханенде и музыкантов. Мирза Мухтар Мамедов скончался 16 января 1929 года в Баку.